# لم نعد جواري لكم
لم نعد جواري لكم هي أول رواية للكاتبة الفلسطينية سحر خليفة نشرت أول مرة سنة 1974. أعيدت طباعتها عام 1988، و نشرتها دار الأداب سنة 1999 ، في 184 صفحة. تعتبر واحدة من أهم رواياتها وتتناول موضوع هامشية المرأة الفلسطينية ووضعها داخل مجتمع بلادها في ظل سيطرة الفكر الذكوري المتسلط.حولت الرواية إلى مسلسل إذاعي في القاهرة سنة 1979، وإلى مسلسل تلفزيوني في القاهرة عام 1998.

## نبذة
رواية لم نعد جواري لكم تستعرض حياة "سامية"، التي اقتربت من الأربعين، تعاني هذه الأخيرة من فراغ عاطفي وضياع نفسي، بعد سلسلة من العلاقات الفاشلة التي لم تمنحها السعادة. حيث تحاول استرجاع علاقتها بعبد الرحمن حبيبها السابق، الذي تركته سابقا وفضلت الزواج برجل يعيش في أمريكا، لكنها تفشل بسبب سوء تفاهم، ما يجعلها تعود إلى دائرة الوحدة. تصور الرواية تمرد المرأة على القيود المجتمعية التي تحصرها في أدوار معينة. الشخصيات الأنثوية تمثل صوتا يعبر عن رفضهن لواقع الحريم ورغبتهن في الحرية الذاتية والعاطفية، مستخدمة الجسد كرمز للتحرر من القيود التقليدية.
تُظهر الرواية الصراعات بين الأنوثة والذكورة، العطاء والاستغلال. تمثل ذلك من خلال عرض ثنائيات: المرأة والرجل، الشرق والغرب، الأنا والآخر، الانفتاح والانغلاق.

## اقتباسات
- أنـت فتـاة صغيـرة، متواضعـة، محـدودة الإمكانيـات، محـدودة الطاقـات، وأنـت امـرأة فـي مجتمــع شــرقي، أي عصفــور فــي قفــص، وأدنــى لكــزة قــد تنــزع ريشــة مــن جناحــك.. ومــاذا باسـتطاعة عصفـور فـي قفـص أن يفعـل؟
- مـا مـن داع لـكل هـذا اللّـف والـدوران، فليفسـخ الخطوبـة ويطلقنـي، ولـن أطالبـه بحقوقـي كخطيبـة، ولا بحقوقـي كدائنـة، وليعـد مـن حيـث أتـى!
- يتأملهـا وهـو لا ينفـك يضغـط يدهـا. . لا بـد ّ مـن نيلهـا. . لا بـد.. فهـي رخصـة.. رخصـة. عنقهـا الحريــري يثيــر فــي ارتعاشــات لــن تهــدأ إلا إذا غمرتــه بفيضــان مــن القبــل، صدرهــا الغنــيبكنـوز الملـك سـليمان يوقـف شـعر رأسـي، سـاقاها العاجيتـان تحفـران خنـادق فـي سـويداء قلبـي،سـأنالها.
- أخــذت تتحســس صدرهــا المكتنــز، بــدون وعــي، وهــي تضغطــه بكفيهــا بقســوة ودموعهــا تتســاقط.